# Pogorzała Wieś
Pogorzała Wieś (deutsch Wernersdorf) ist ein Dorf in Polen in der Woiwodschaft Pommern, im Powiat Malborski (Kreis Marienburg) in der Gemeinde Miłoradz am Fluss Nogat.

## Geographie
Wernersdorf liegt im zentral-östlichen Teil der Woiwodschaft Pommern, etwa 10 km entfernt von Malbork (Marienburg).

## Geschichte
1920 wechselte Wernersdorf vom deutschen Kreis Marienburg in den Landkreis Großes Werder des Freistaats Danzig. Mit Einnahme des Freistaates 1939 durch Deutschland und die folgende völkerrechtlich nicht anerkannte Annexion kam Wernersdorf bis 1945 unter deutsche Herrschaft. In den Jahren 1975–1998 gehörte Pogorzała Wieś zur Woiwodschaft Elbląg.

## Persönlichkeiten
- Ernst Ehlert (1875–1957), Landstallmeister